# Schoenomyza australis
Schoenomyza australis är en tvåvingeart som först beskrevs av Brethes 1924.  Schoenomyza australis ingår i släktet Schoenomyza och familjen husflugor. Inga underarter finns listade i Catalogue of Life.